# Fermes décorées de Hälsingland
Les fermes décorées de Hälsingland sont un bien culturel du patrimoine mondial en Suède, inscrit en 2012. Ces grandes fermes en bois, construites aux XVIIIe et XIXe siècles, témoignent de la prospérité des paysans du Hälsingland, qui avaient recours aux services d'artistes du Hälsingland ou de Dalécarlie pour assurer la décoration de leurs demeures, et en particulier de leurs grandes salles de réception.

## Liste
Les sept fermes inscrites au patrimoine mondial en 2012 sont les suivantes :
- Bommars, à Letsbo, dans la commune de Ljusdal ;
- Bortom åa ou Fågelsjö Gammelgård, à Fågelsjö, dans la commune de Ljusdal ;
- Erik-Anders, à Söderala, dans la commune de Söderhamn ;
- Gästgivars, à Vallsta, dans la commune de Bollnäs ;
- Jon-Lars, à Alfta, dans la commune d'Ovanåker ;
- Kristofers, à Järvsö, dans la commune de Ljusdal ;
- Pallars, à Alfta, dans la commune d'Ovanåker.

## Galerie

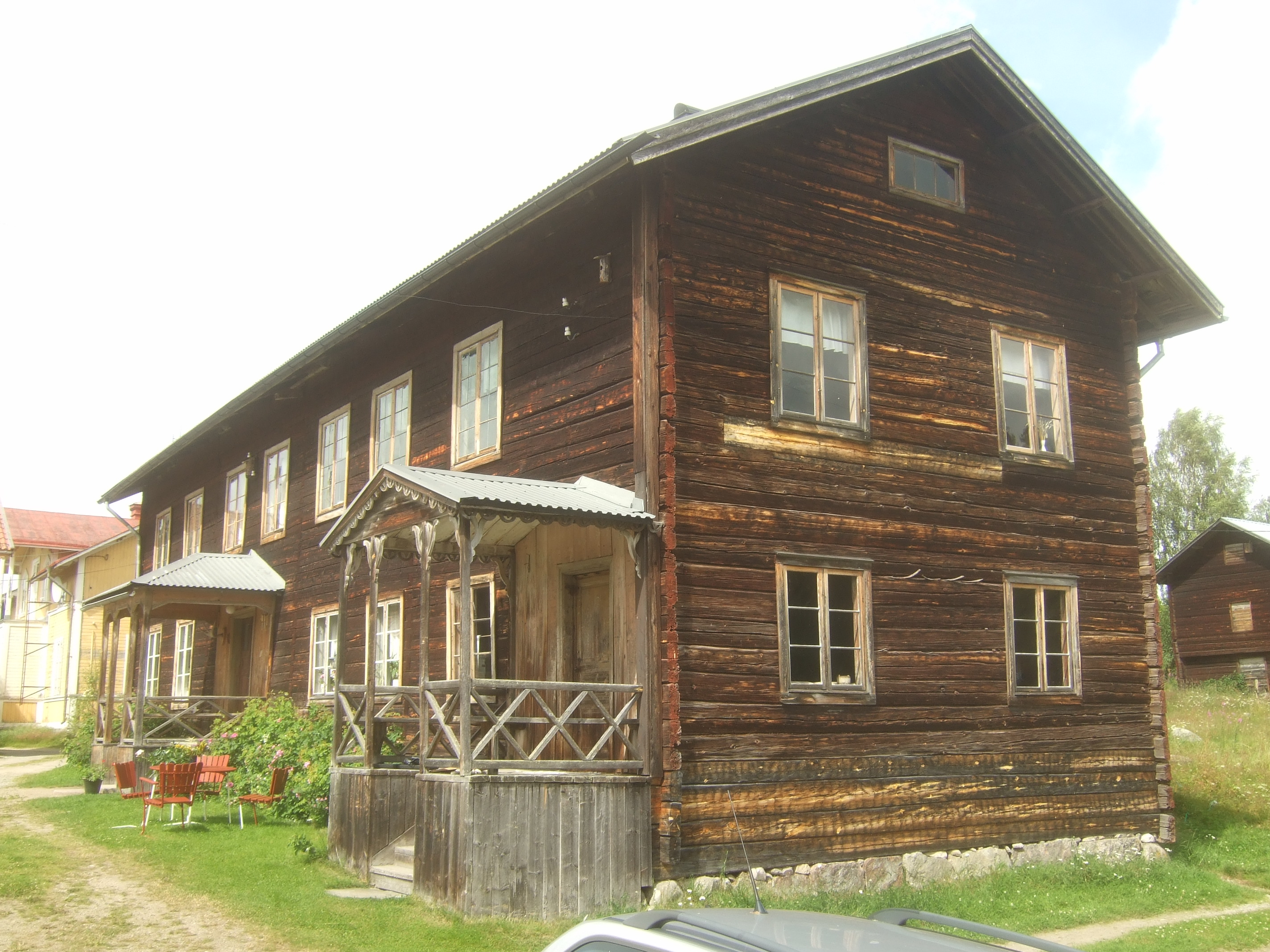
Bommars
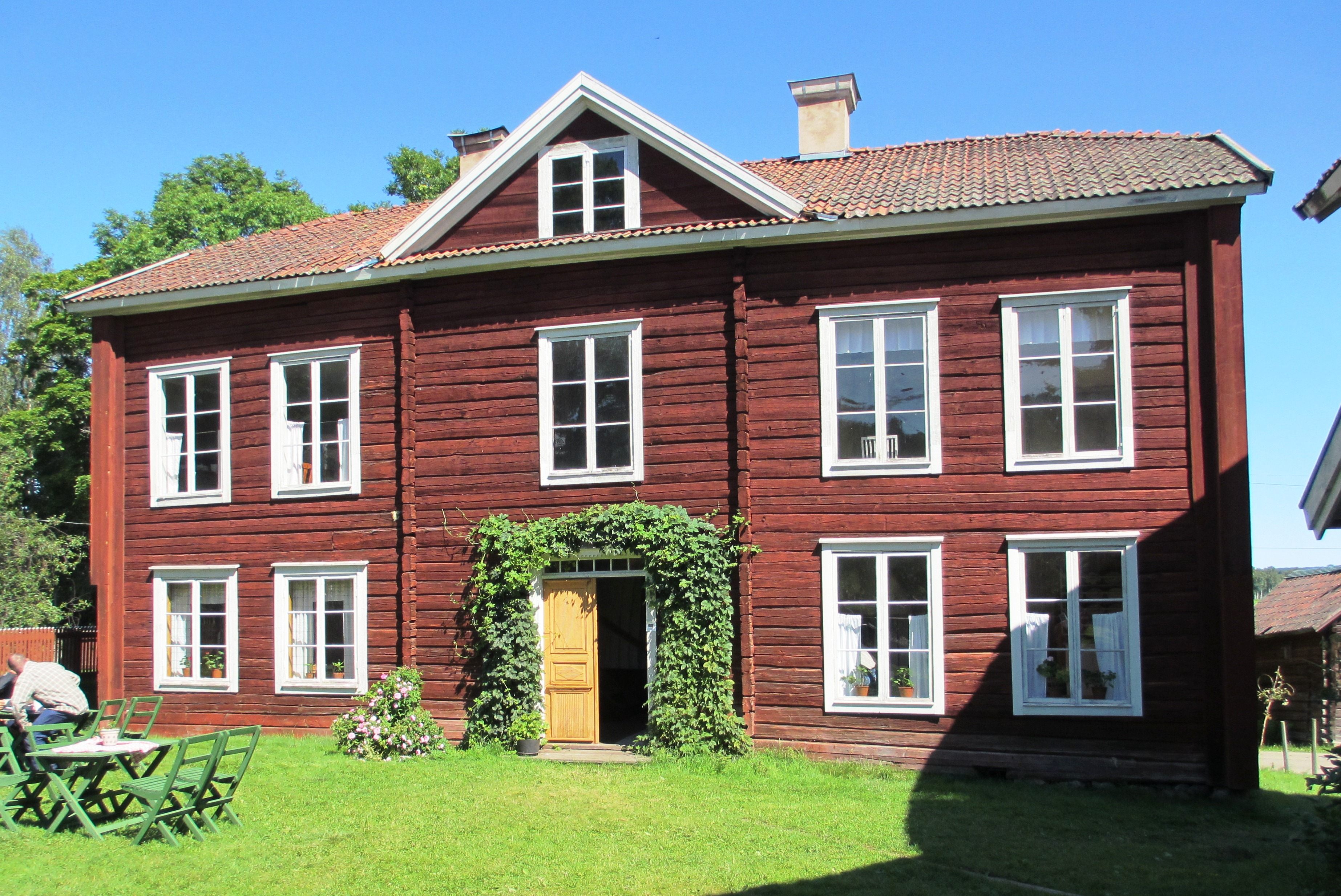
Erik-Anders
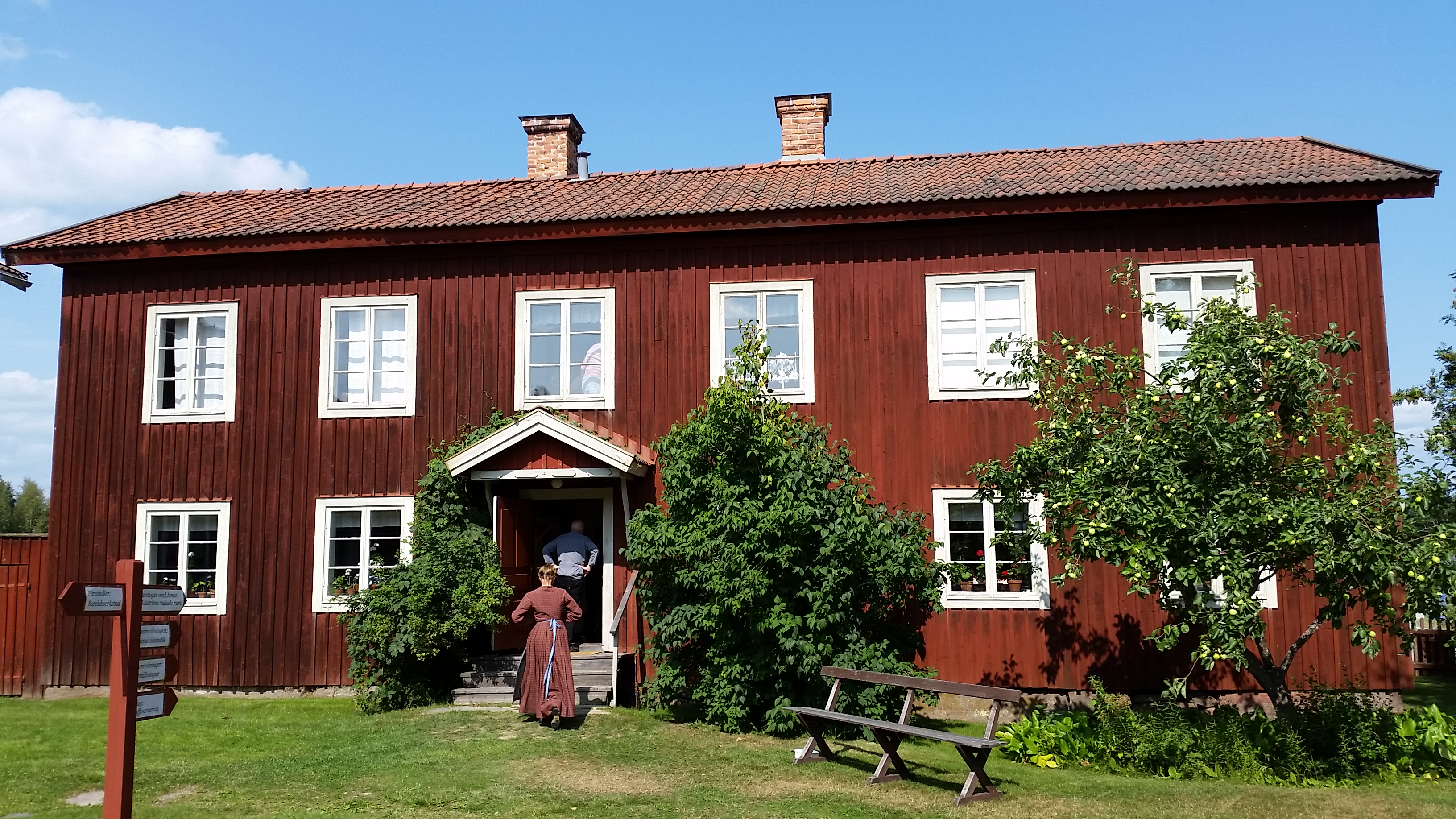
Gästgivars
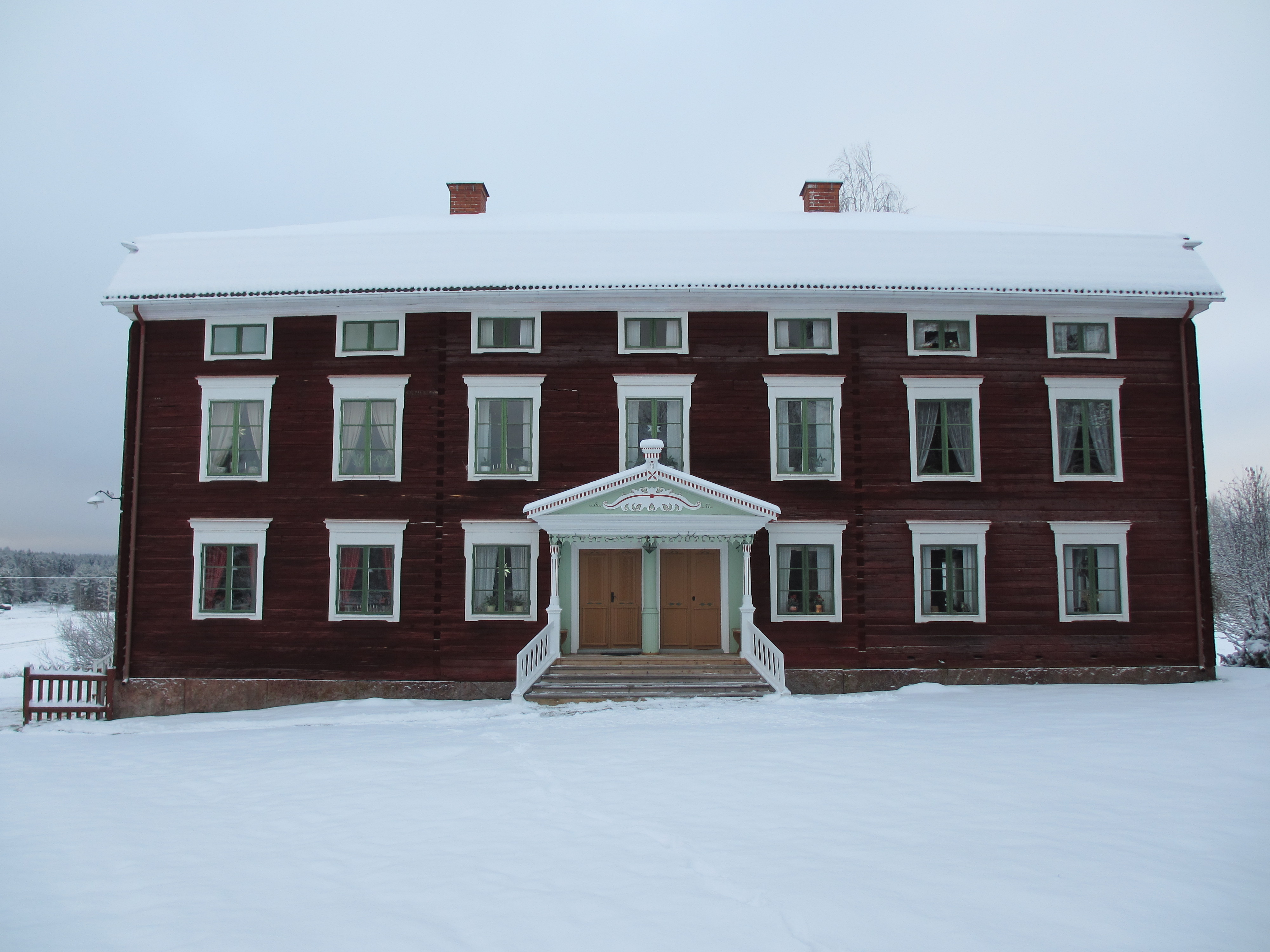
Jon-Lars
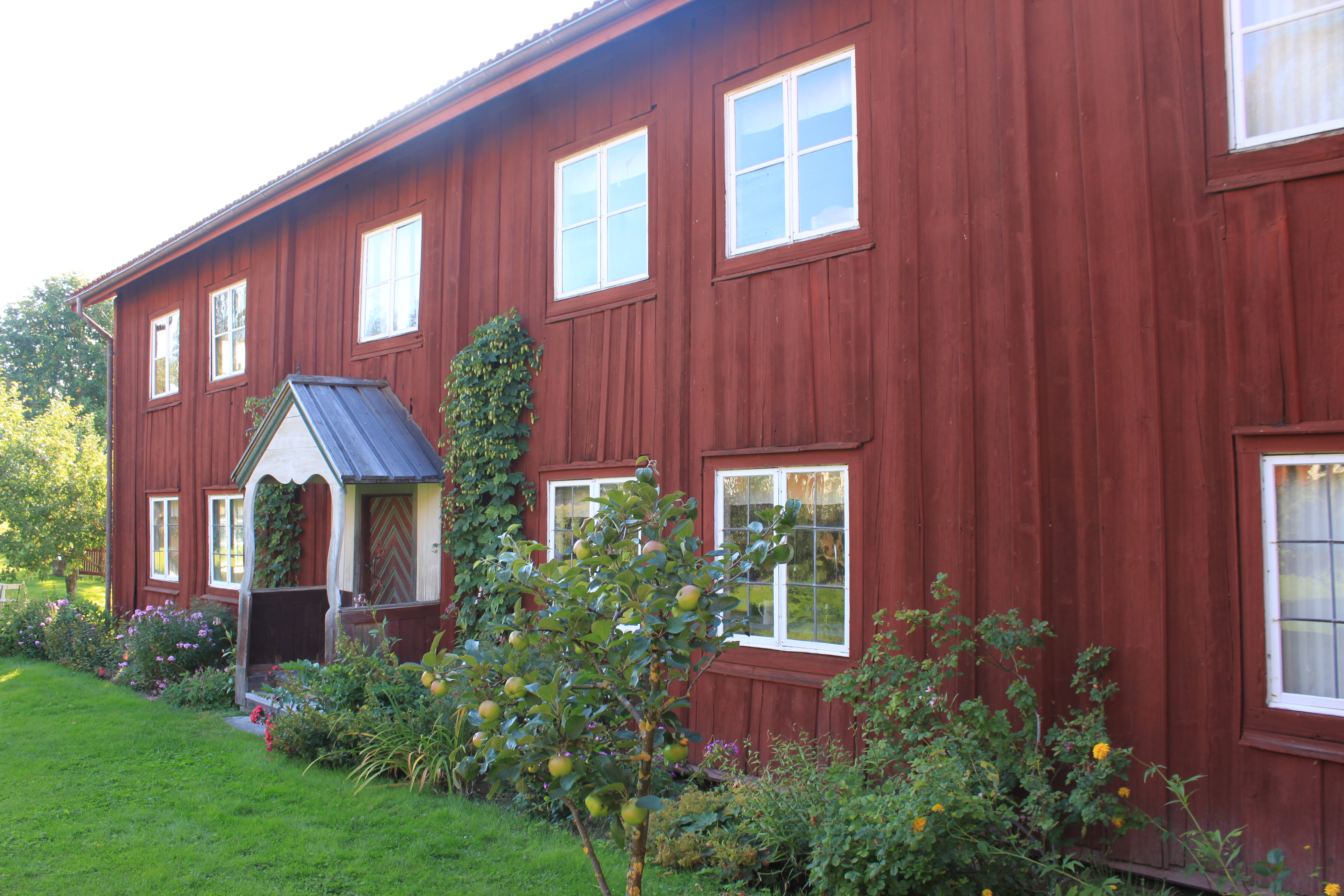
Kristofers
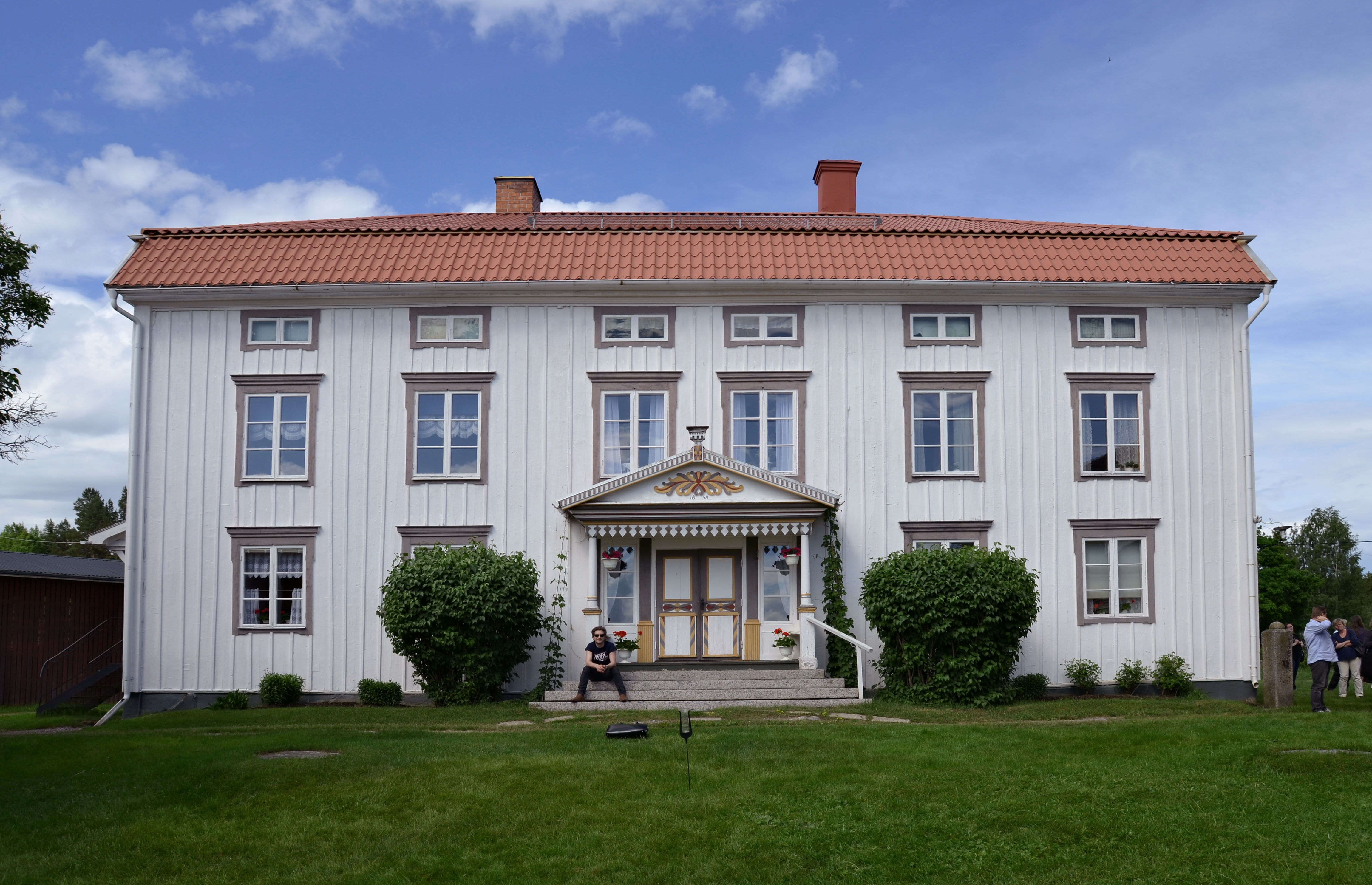
Pallars
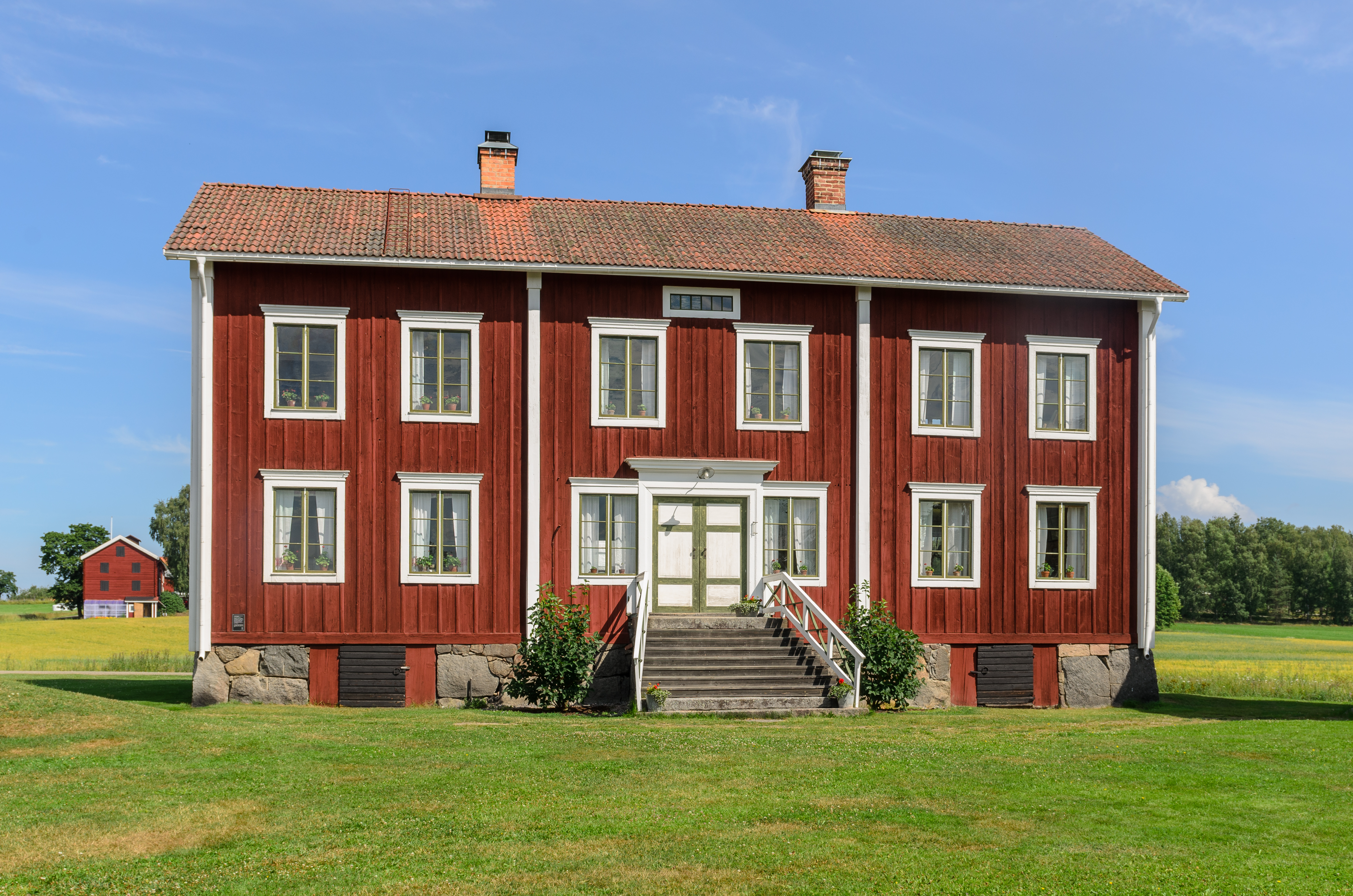
Ol-Ers